# Великоолександрівська сільська рада (Васильківський район)
Вели́коолекса́ндрівська сільська́ ра́да — орган місцевого самоврядування в Васильківському районі Дніпропетровської області. Адміністративний центр — село Великоолександрівка.

## Населені пункти
Сільській раді підпорядковані населені пункти:
- с. Великоолександрівка
- с. Первомайське
- с. Преображенське

## Склад ради
Рада складається з 16 депутатів та голови.
- Голова ради: Недокус Петро Іванович
- Секретар ради: Багач Ірина Семенівна

### Керівний склад попередніх скликань
| Прізвище, ім'я, по батькові | Основні відомості                                                                      | Дата обрання | Дата звільнення |
| --------------------------- | -------------------------------------------------------------------------------------- | ------------ | --------------- |
| Недокус Петро Іванович      | Сільський голова, 1961 року народження, освіта вища, член Комуністичної партії України | 26.03.2006   | 31.10.2010      |
| Недокус Петро Іванович      | Сільський голова, 1961 року народження, освіта вища, член Партії регіонів              | 31.10.2010   |                 |

Примітка: таблиця складена за даними сайту Верховної Ради України

### Депутати
За результатами місцевих виборів 2010 року депутатами ради стали:

#### За суб'єктами висування
| Суб'єкт висування                                       | Кількість обраних депутатів | %    |
| ------------------------------------------------------- | --------------------------- | ---- |
| Партія регіонів                                         | 12                          | 75   |
| Політична партія Всеукраїнське об'єднання «Батьківщина» | 3                           | 18,8 |
| Комуністична партія України                             | 1                           | 6,3  |

#### За округами
| № округу                                                | Прізвище, ім'я, по батькові      | Дата визнання обраним | Освіта  | Партійна приналежність                        | Відомості про обраного депутата                                                          |
| ------------------------------------------------------- | -------------------------------- | --------------------- | ------- | --------------------------------------------- | ---------------------------------------------------------------------------------------- |
| Комуністична партія України                             |                                  |                       |         |                                               |                                                                                          |
| 16                                                      | Олексієнко Володимир Іванович    | 01.11.2010            | середня | член Комуністичної партії України             | пенсіонер                                                                                |
| Партія регіонів                                         |                                  |                       |         |                                               |                                                                                          |
| 1                                                       | Воскобойник Ігор Антонович       | 01.11.2010            | середня | член Партії регіонів                          | приватний підприємець                                                                    |
| 2                                                       | Перерва Леонід Миколайович       | 01.11.2010            | вища    | член Партії регіонів                          | тимчасово не працює                                                                      |
| 3                                                       | Годун Ніна Іванівна              | 01.11.2010            | вища    | член Партії регіонів                          | приватний підприємець                                                                    |
| 4                                                       | Бойко Валентина Олександрівна    | 01.11.2010            | вища    | член Партії регіонів                          | Великоолександрівська амбулаторія загальної практики — сімейної медицини, медична сестра |
| 5                                                       | Подольний Григорій Олександрович | 01.11.2010            | середня | член Партії регіонів                          | тимчасово не працює                                                                      |
| 9                                                       | Мамченко Олександр Миколайович   | 01.11.2010            | вища    | член Партії регіонів                          | селянське фермерське господарство «Мрія», механізатор                                    |
| 10                                                      | Фоменко Сергій Іванович          | 01.11.2010            | середня | член Партії регіонів                          |                                                                                          |
| 11                                                      | Багач Ірина Семенівна            | 01.11.2010            | вища    | член Партії регіонів                          | Великоолександрівська сільська рада, секретар                                            |
| 12                                                      | Горбатенко Володимир Леонідович  | 01.11.2010            | вища    | член Партії регіонів                          | селянське фермерське господарство «Алекс», механізатор                                   |
| 13                                                      | Горбатенко Олексій Леонідович    | 01.11.2010            | вища    | член Партії регіонів                          | селянське фермерське господарство «Алекс», голова                                        |
| 14                                                      | Водоп'ян Валентина Миколаївна    | 01.11.2010            | вища    | член Партії регіонів                          | Великоолександрівська сільська рада, техпрацівник                                        |
| 15                                                      | Сасик Людмила Григорівна         | 01.11.2010            | вища    | член Партії регіонів                          | Великоолександрівська загальноосвітня школа, вчитель англійської мови                    |
| Політична партія Всеукраїнське об'єднання «Батьківщина» |                                  |                       |         |                                               |                                                                                          |
| 6                                                       | Фоменко Надія Олегівна           | 01.11.2010            | середня | член Всеукраїнського об'єднання «Батьківщина» | Великоолександрівський будинок культури, техпрацівник                                    |
| 7                                                       | Кібець Володимир Вікторович      | 01.11.2010            | середня | член Всеукраїнського об'єднання «Батьківщина» | ПП «Корнієнко В. А.», бригадир                                                           |
| 8                                                       | Чубка Андрій Васильович          | 01.11.2010            | середня | член Всеукраїнського об'єднання «Батьківщина» | тимчасово не працює                                                                      |